# 森隆夫
森 隆夫（もり たかお、1931年(昭和6年)7月30日 -2014年7月6日）は、日本の教育学者、お茶の水女子大学名誉教授。専門は教育行政学。

## 略歴
富山県富山市生まれ。東京大学教育学部卒、56-61年フランクフルト大学留学（DAAD、フンボルト財団）、国立教育研究所、ドイツ国際教育研究所客員研究員、1967年お茶の水女子大学助教授、74年教授、77-81年同大附属小学校長、文教育学部長、大学院人間文化研究科長、97年定年退官、名誉教授。中央教育審議会委員、日本教育文化研究所長。2010年、瑞宝中綬章受章。　　　　
2014年7月6日午後6時20分、呼吸不全のため東京都内の病院で82歳で死去。

## 著書
- 『比較教育制度論』福村出版、1968
- 『ヨーロッパの知恵 ドイツの生活と教育』帝国地方行政学会、1972
- 『生涯教育 現代"学問のすすめ"』日本経済新聞社、1973 日経新書
- 『生涯教育と学校教育』教育開発研究所、1974
- 『ほめすぎ・しかりすぎ』第三文明社 灯台ブックス、1975
- 『現代の教育行政』協同出版、1977 現代教育双書
- 『ゆとりある学校経営の創造』明治図書出版、1977 学校運営研究全書
- 『体験的学校経営論』教育開発研究所、1979
- 『学校銭湯論 教育考学のすすめ』学習研究社、1980 学研教育選書
- 『思考学のすすめ 思考は行動のリハーサル』東京書籍 東書選書、1980
- 『校長室考 続体験的学校経営論』教育開発研究所、1981
- 『生涯教育とは何か』明治図書出版、1981 明治図書選書
- 『ゼヒトモ教師論 "学校銭湯"にみる人間担任制』学習研究社、1981 学研教育選書
- 『生涯学習 "育自学"のすすめ』日本経済新聞社、1982 日経新書
- 『ゼヒトモ学校論 サンセット評価からサンライズ評価へ』学習研究社、1982、学研教育選書
- 『育児のための育自学 親と教師の生涯学習』チャイルド本社、1984
- 『教育の自由化より自由の教育化を 教育記事の読み方,考え方』ぎょうせい、1986
- 『朝礼台の教育学 学校あいさつ12か月』学習研究社、1982 学研教育選書
- 『校長の創造性 校長は挨拶で勝負する』教育開発研究所、1986
- 『知罰・徳罰・体罰 教師の自己教育49のヒント』明治図書出版、1986 教育新書
- 『学校経営のための教育常識』明治図書出版、1987 教育新書
- 『着想のヒント 天才の頭を借りる』ぎょうせい、1987
- 『自己教育の限界 教育A&Q』ぎょうせい、1988
- 『教育の扉 森隆夫著作集』全15巻、ぎょうせい、1991-96
- 『社会的望遠鏡・顕微鏡 教育における便利さとは何か』ぎょうせい、1992
- 『生涯発達教育論 大人の幼児化を防ぐ』ぎょうせい、1995
- 『校長室の知恵 As is the principal,so is the school.』ぎょうせい、1998
- 『校長室はなぜ広い 教育深化論』教育開発研究所、2012

### 共編著
- 『生涯教育』編著 帝国地方行政学会、1970
- 『教育経営と教育工学 管理職のためのシステム分析』新井郁男共著 帝国地方行政学会、1971
- 『生涯学習のすすめ 学校教育+独学の設計 教育対話』波多野完治共著 ぎょうせい、1976
- 『現代教育小事典』藤永保共編 ぎょうせい、1980
- 『四十では遅すぎる 六十からでも遅くない 生涯設計のたて方・考え方』工藤秀幸共編 知道出版、1983
- 『親子の絆 笑いある居間から築こう』山田雄一共編 ぎょうせい、1984
- 『ことわざ教育学 親教えざれば、子愚かなり』小宮山潔子共著 チャイルド本社、1984
- 『人生の転機に考える』編 ぎょうせい、1985
- 『教室でのお話12か月 子どもの心・親の心をうつ3分間話280話』岩上薫共編著 学習研究社、1986
- 『生涯教育図書101選』編 ぎょうせい、1986
- 『教育課程と学校運営の改善』全5巻 高野尚好共編著 ぎょうせい、1988-89
- 『新・生涯教育図書101選』編 ぎょうせい、1992
- 『必携学校小六法』下村哲夫、若井弥一、市川昭午共編 協同出版、1992
- 『生涯学習の扉 理念・理論・方法』耳塚寛明,藤井佐知子共編著 ぎょうせい、1997

- - 『私の生涯教育実践シリーズ』北野生涯教育振興会監修、ぎょうせい
- 『こうすればよかった 経験から学ぶ人生の心得 ’86』編、1986
- 『永遠の若さを求めて ’87』編、1987
- 『人生を易えた友情 ’88』山田雄一共編、1988
- 『旅は学習 千里の知見,万巻の書』長坂寛、斎藤幸一郎共編、1989
- 『おもいやり 沈黙の愛』山田雄一共編、1990
- 『豊かな個性 男らしさ・女らしさ・人間らしさ』斎藤幸一郎共編、1991
- 『心と健康 メンタルヘルスの処方箋』山田雄一共編、1992
- 『心の遺産 親から学び、子に教える』斎藤幸一郎共編、1993
- 『ともに生きる 自己実現のアクセル』工藤秀幸共編、1994
- 『育自学のすすめ 汝自身を知れ』山田雄一共編、1995
- 『日本人に欠けるもの 五常の道』斎藤幸一郎共編、1996、
- 『豊かさの虚と実』工藤秀幸共編、1997
- 『わが家の教え』山田雄一共編、1998
- 『日本人の品性』工藤秀幸共編、1999、
- 『21世紀に語る夢』小松章共編、2000
- 『私が癒されたとき』小笠原英司共編、2001
- 『出会いはドラマ』山田雄一共編、2002
- 『道 歩き方、人さまざま』工藤秀幸共編、2003
- 『光 照らす、心・人生・時代』小松章共編、2004
- 『夢 実現した原動力』小笠原英司共編、2005
- 『志 社会への思いやり』耳塚寛明共編、2006
- 『心の絆 命を紡ぐ』山田雄一共編、2007
- 『家庭は「心の庭」』工藤秀幸共編、2008
- 『家訓 我が家のマニフェスト』小松章共編、2009
- 『食満腹心空腹 わが家の食卓では…』小笠原英司共編、2010
- 『私の望む日本 行動する私』山田雄一共編、2011
- 『日本が"生き抜く力" 今、私ができること』耳塚寛明共編、2012

### 翻訳
- F.ヒルカー『比較教育学』河野重男共訳、福村出版、1966
- OECD編『生涯教育政策 リカレント教育・代償教育政策』ぎょうせい、1974

## 参考
- おくやみ　森隆夫氏